# Having a Party with Jonathan Richman
Having a Party with Jonathan Richman je třetí sólové studiové album amerického hudebníka Jonathana Richmana. Vydáno bylo v roce 1991 společností Rounder Records a jeho producentem byl Brennan Totten. Autorem fotografie na obalu alba je Hank Meals, zatímco celkový design vytvořila Jean Wilcox.

## Seznam skladeb
Autorem všech skladeb je Jonathan Richman.
| Pořadí | Název                                 | Délka |
| ------ | ------------------------------------- | ----- |
| 1.     | The Girl Stands Up to Me Now          | 2:26  |
| 2.     | Cappuccino Bar                        | 3:29  |
| 3.     | My Career as a Homewrecker            | 3:35  |
| 4.     | She Doesn't Laugh at My Jokes         | 1:55  |
| 5.     | When She Kisses Me                    | 2:36  |
| 6.     | They're Not Tryin' on the Dance Floor | 1:51  |
| 7.     | At Night                              | 3:40  |
| 8.     | When I Say Wife                       | 1:39  |
| 9.     | 1963                                  | 1:35  |
| 10.    | Monologue About Bermuda               | 7:05  |
| 11.    | Our Swingin' Pad                      | 3:24  |
| 12.    | Just for Fun                          | 2:59  |